# Djurö skärgård
Djurö skärgård är en skärgård mitt i sjön Vänern i Västergötland. Hela skärgårdsområdet blev 1991 nationalpark under namnet Djurö nationalpark.
Största ön är Djurö. Andra öar i skärgården är Lågskär, Lågskärsblackorna, Timmerholmarna, Nyviksholmen, Tribergsö, Långön, Långholmen, Söholmarna, Varpholmen, Kidholmen, Korsen, Dunderkarlarna, Stora och Lilla Rågholmen, Dygdelösa, Kässan, Råskär, Bocken, Harholmarna, Gåsungarna, Gåsen, Danske holmen, Ängsholmarna, Askholmen, Gisselungarna, Matkistan, Gisslan, Blindeskären, Vileskären, Måkskär, Svartskär, Blackorna, samt Östareskären.
Många av öarna har sin speciella karaktär, och av de 22 största öarna är det ingen som är riktigt lik den andra.